# Place Violet
Pour les articles homonymes, voir Violet (homonymie).
La place Violet est une place du 15e arrondissement de Paris.

## Situation et accès
La place Violet est située à l’intersection entre la rue Violet et la rue des Entrepreneurs.

## Origine du nom

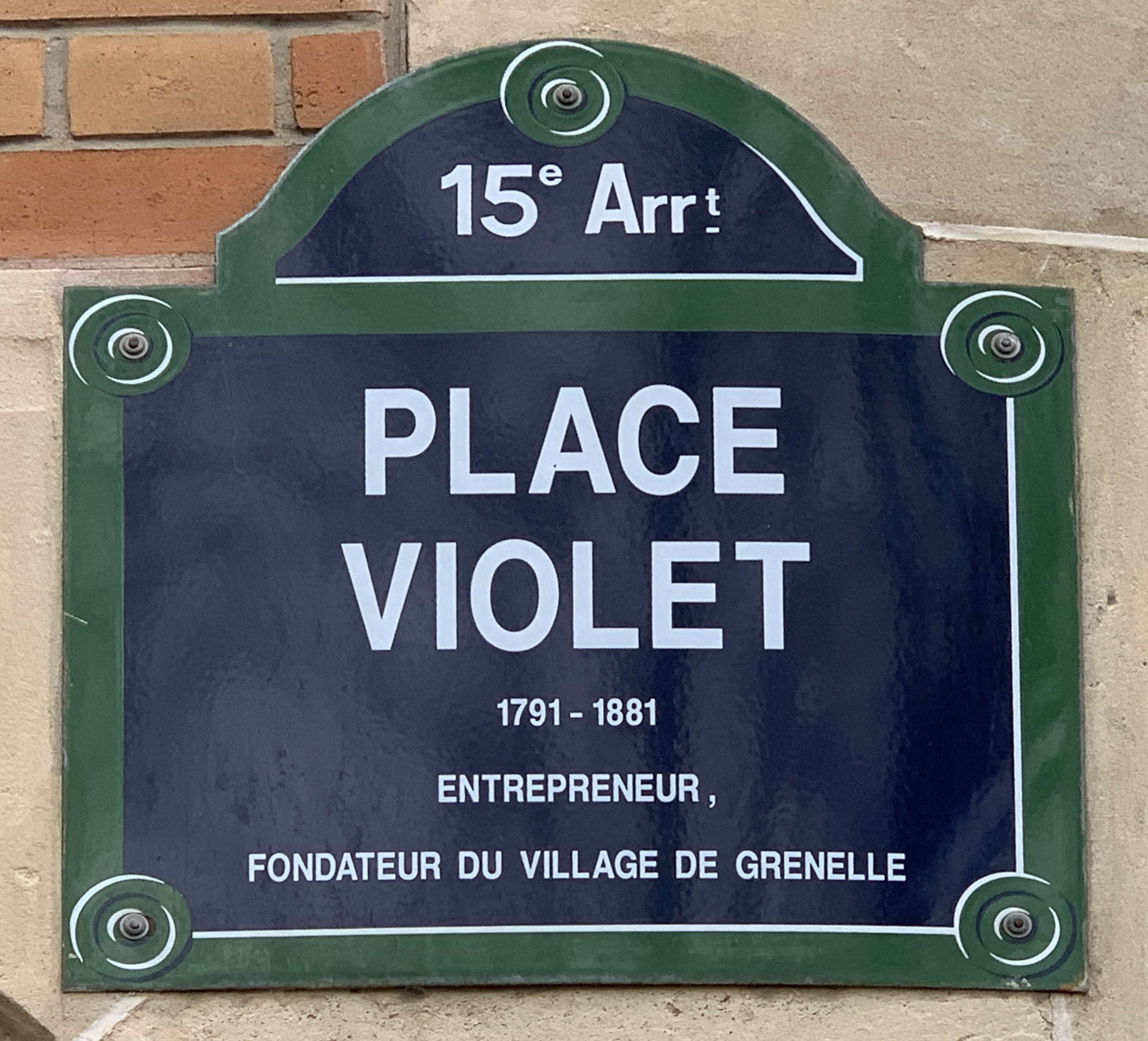
Plaque de la place.

Comme la rue Violet, la place doit son nom à Léonard Violet (1791-1881), conseiller municipal de l’ancienne commune de Vaugirard et entrepreneur immobilier, qui acheta à la commune et lotit entre 1824 à 1829 une grande partie du quartier s’étendant au sud de l’actuel boulevard de Grenelle entre la rue de la Croix-Nivert et la Seine.

## Historique

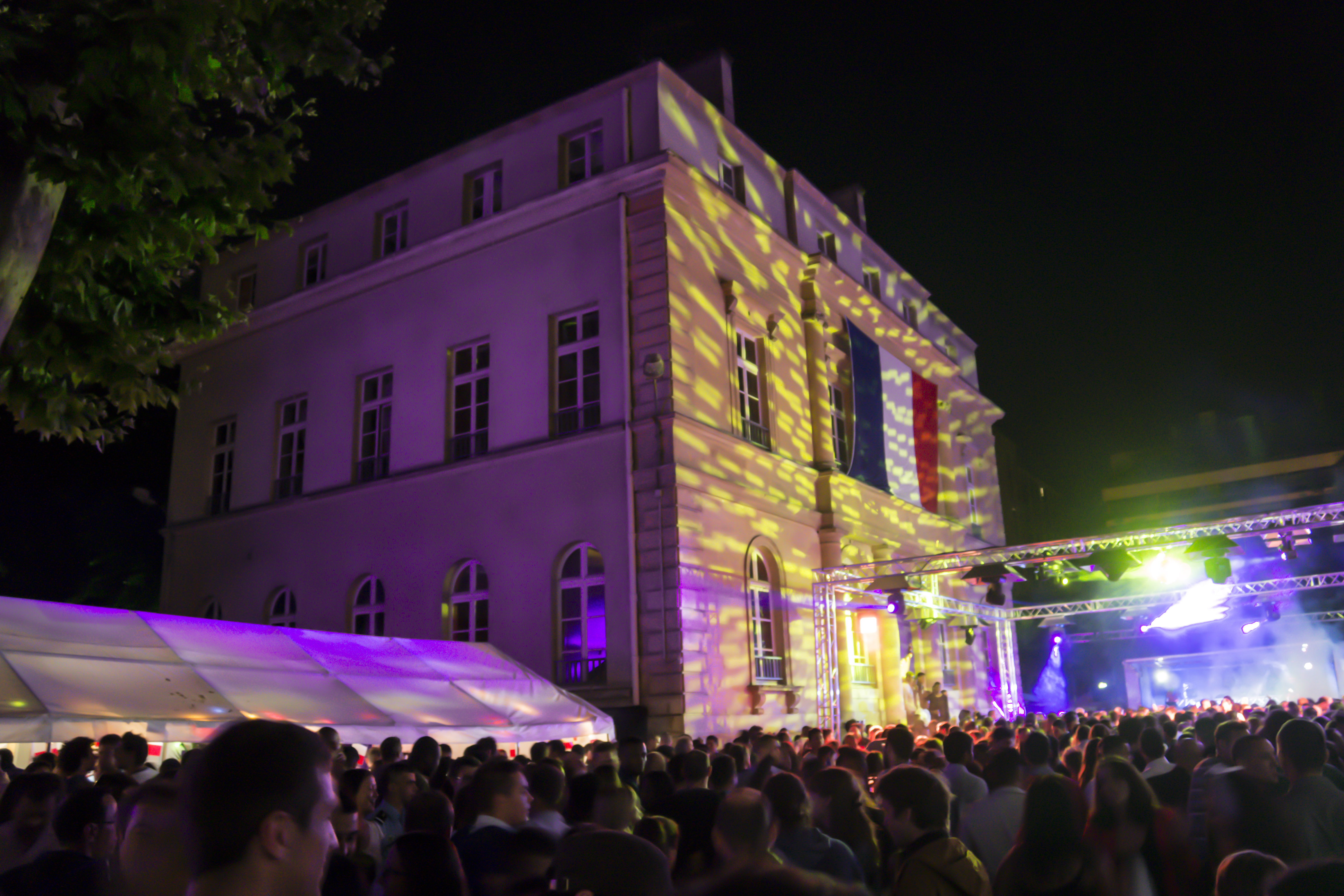
Ancien pavillon Violet pendant le bal de pompiers (2016).

C'était précédemment une partie de la route départementale no 10 située sur l'ancienne commune de Grenelle avant son rattachement à Paris en 1863.

## Bâtiments remarquables et lieux de mémoire
- Le bâtiment no 6 est la caserne de pompiers de Grenelle. Dans la cour de la caserne se trouve l'ancien pavillon Violet de 1824, classé monument historique. Ce pavillon fut construit dans le style Palladio par Léonard Violet. Depuis 1860, il est affecté aux pompiers[1].
- Brigitte Bardot naît le 28 septembre 1934 au 5, place Violet, dans l’un des appartements qui font face à la caserne de pompiers. La famille Bardot déménage quelques années plus tard pour un appartement du 16e arrondissement.
- Le 18 février 2014, Bertrand Delanoë, maire de Paris, et Philippe Goujon, maire du 15e arrondissement, entre autres, ont inauguré l'esplanade Capitaine-Henri-Pierret, sapeur-pompier qui a soulagé les souffrances des personnes enfermées au Vel'd'Hiv le 16 juillet 1942, en attribuant son nom à l’esplanade plantée située devant la caserne Violet à Paris dans le 15e arrondissement.